# NBA All-Star Game
De NBA All-Star Game is een basketbalwedstrijd die elk jaar gespeeld wordt tussen de beste spelers van de Eastern Conference tegen de beste spelers van de Western Conference. Tot en met 2017 heeft de Eastern Conference 37 keer gewonnen en de Western Conference 29 keer. 
De edities van 2018-2020 hadden een ander format. Twee spelers mochten om de beurt spelers kiezen om een team te vormen uit zowel de Eastern als Western Conference. In 2018 waren die spelers LeBron James en Stephen Curry.
In 1998 werd Rik Smits geselecteerd voor de NBA All-Star game. Hij is tot nu toe de enige Nederlander.

## Deelnemers
De deelnemers aan deze wedstrijd worden op twee manieren gekozen. Fans mogen voorafgaand aan de wedstrijd stemmen en de spelers met de meeste stemmen mogen aan de wedstrijd beginnen. De coaches van de NBA kiezen de reserves, waarbij ze niet op hun eigen spelers mogen stemmen. Als een speler niet kan deelnemen aan de wedstrijd (bijvoorbeeld door een blessure), bepaalt een commissie van de NBA zijn vervanger. 
De ploegen met de meeste overwinningen tot dan toe in het seizoen mogen hun coach sturen om coach te zijn van hun conference. Vanwege de "Riley Rule" kan één coach niet twee jaar op rij coach zijn tijdens de All-Star wedstrijd. Dit is zo vanwege Pat Riley, die in de jaren 80 zo vaak won met de Los Angeles Lakers, dat hij in negen jaar acht keer coach was van de Western Conference.